# Sebelipase alfa
Себелипаза альфа — рекомбинантная форма фермента лизосомальная кислая липаза. Получил статус орфанного препарата и одобрен для применения в США в 2015 году.
Производится из белка яиц генетически модифицированных куриц.

## Показания
Дефицит лизосомной кислой липазы.

## Противопоказания
Нет. Должно учитываться наличие аллергии к яичным продуктам.